# Mimostrangalia loimailia
Mimostrangalia loimailia là một loài bọ cánh cứng trong họ Cerambycidae.